# Salomón Ponce Aguilera
Salomón Ponce Aguilera (Antón, Provincia de Coclé, 1 de diciembre de 1867 - Antón, 5 de julio de 1945) fue un escritor, periodista y abogado panameño. Contribuyó decisivamente en la masificación de la instrucción pública en su país.
Fue colaborador en la Revista Gris, El Observador, El Mercurio y El Cronista de Panamá.
En 1890 egresó del Colegio Nuestra Señora del Rosario de Bogotá como de bachiller en Filosofía y Letras. Obtuvo en 1895 el título de Doctor en Derecho y Ciencias Políticas en la Universidad Nacional.
Su carta abierta en Defensa de Panamá, del 20 de noviembre de 1903, dirigida al presidente colombiano José Manuel Marroquín, constituye un alegato en favor de la Separación de Panamá de Colombia.

## Obras
- La Batalla de Panamá (1902)
- De la Gleba (1914)